# Le Petit Lord Fauntleroy (film, 1936)
Pour les articles homonymes, voir Le Petit Lord Fauntleroy (homonymie).
Pour plus de détails, voir Fiche technique et Distribution.
Le Petit Lord Fauntleroy (Little Lord Fauntleroy) est un film américain en noir et blanc réalisé par John Cromwell, sorti en 1936. Il est adapté du roman du même nom écrit par Frances Hodgson Burnett en 1886.

## Synopsis
Le jeune Cédric "Ceddie Errol" et sa mère veuve, qu'il appelle "Chérie", vivent modestement dans le Brooklyn des années 1880. Le grand-père anglais de Cédric, le comte de Dorincourt, avait depuis longtemps renié son fils pour avoir épousé une Américaine. Ce dernier envoie néanmoins son avocat Havisham pour amener l'enfant en Angleterre car les fils du comte étant tous morts, Ceddie est le seul héritier restant du titre. Madame Errol accompagne son fils mais n'est pas autorisée à vivre au château de Dorincourt. Pour le bonheur de Cédric, elle ne lui dit pas que c'est à cause du sectarisme de son grand-père. L'avocat du comte est impressionné par la sagesse de la jeune veuve. Cependant, le comte exprime son scepticisme lorsque M. Havisham l'informe que la mère de Cédric n'acceptera pas d'allocation de sa part.
Cédric gagne bientôt le cœur de son sévère grand-père et de tous les autres domestiques. Le comte organise une grande fête pour présenter fièrement son petit-fils à la société britannique, notamment à sa sœur, Lady Constantia Lorridaile. Après la fête, à la stupeur générale, Havisham informe le comte que Cédric n'est pas l'héritier présomptif. L'Américaine Minna Tipton insiste sur le fait que son fils Tom est le rejeton de son défunt mari, le fils aîné du comte. Le cœur brisé, le comte accepte sa demande apparemment valide, bien que Tom se révèle être un garçon plutôt odieux.
L'ami de Ceddie, Dick Tipton, reconnaît Minna sur sa photo de journal. Il emmène son frère Ben, le vrai père de Tom, en Angleterre et réfute l'affirmation de Minna. Le comte présente ses excuses à la mère de Ceddie et l'invite à vivre avec Ceddie dans son domaine.

## Fiche technique
- Titre : Le Petit Lord Fauntleroy
- Titre original : Little Lord Fauntleroy
- Réalisateur : John Cromwell, assisté de Marshall Neilan (non crédité)
- Scénario : Hugh Walpole, d'après Le Petit Lord Fauntleroy de Frances Hodgson Burnett (1886)
- Musique : Max Steiner
- Effets visuels : Virgil Miller (non crédité)
- Direction artistique : Sturges Carne et Casey Roberts
- Costumes : Sophie Wachner
- Photographie : Charles Rosher
- Montage : Hal C. Kern
- Producteur : David O. Selznick
- Société de production : Selznick International Pictures (Selznick Studio)
- Société de distribution : United Artists
- Pays de production :  États-Unis
- Langue originale : anglais
- Format : noir et blanc — 35 mm — 1,37:1 — son : mono (RCA Victor High Fidelity System)
- Genre : drame psychologique
- Durée : 98 minutes
- Dates de sortie :
  - États-Unis : 6 mars 1936
  - France : 10 avril 1936

## Distribution
- Freddie Bartholomew : "Ceddie" (Cédric Errol, Lord Fauntleroy)
- Dolores Costello (créditée Dolores Costello Barrymore) : "Chérie" (Madame Errol, mère de Ceddie)
- C. Aubrey Smith : le comte de Dorincourt
- Guy Kibbee : M. Hobbs
- Henry Stephenson : Havisham
- Mickey Rooney : Dick
- Constance Collier : Lady Lorradaile
- E. E. Clive : sir Harry Lorradaile
- Una O'Connor : Mary
- Jackie Searl : Tom
- Jessie Ralph : la marchande de pommes
- Ivan Simpson : le révérend Mordaunt
- Helen Flint : Minna
- Eric Alden : Ben
- May Beatty : Mme Mellon
- Virginia Field : Mlle Herbert
- Reginald Barlow : Newick
- Lionel Belmore : Higgins
- Tempe Pigott : Mme Dibble
- Gilbert Emery : Purvis
- Lawrence Grant : le lord magistrat
- Walter Kingsford : M. Snade
- Eily Malyon : la propriétaire
- Fred Walton : le propriétaire
- Robert Emmett O'Connor : le policier
- Elsa Buchanan : Susan

Acteurs non crédités
- Arthur Blake, Lionel Pape : invités de la fête
- Mary Gordon : la femme du fermier sur le chemin de l'église
- Mary MacLaren : une servante
- Joan Standing : Dawson

## Commentaire
- Le roman de Frances Hodgson Burnett a fait l'objet de plusieurs adaptations pour le cinéma et la télévision (voir l'article consacré au roman). Le film de John Cromwell est probablement le plus populaire.

- L'acteur Mickey Rooney a 16 ans à la sortie du Petit Lord Fauntleroy, mais c'est déjà son 32e film.

## Galerie photos

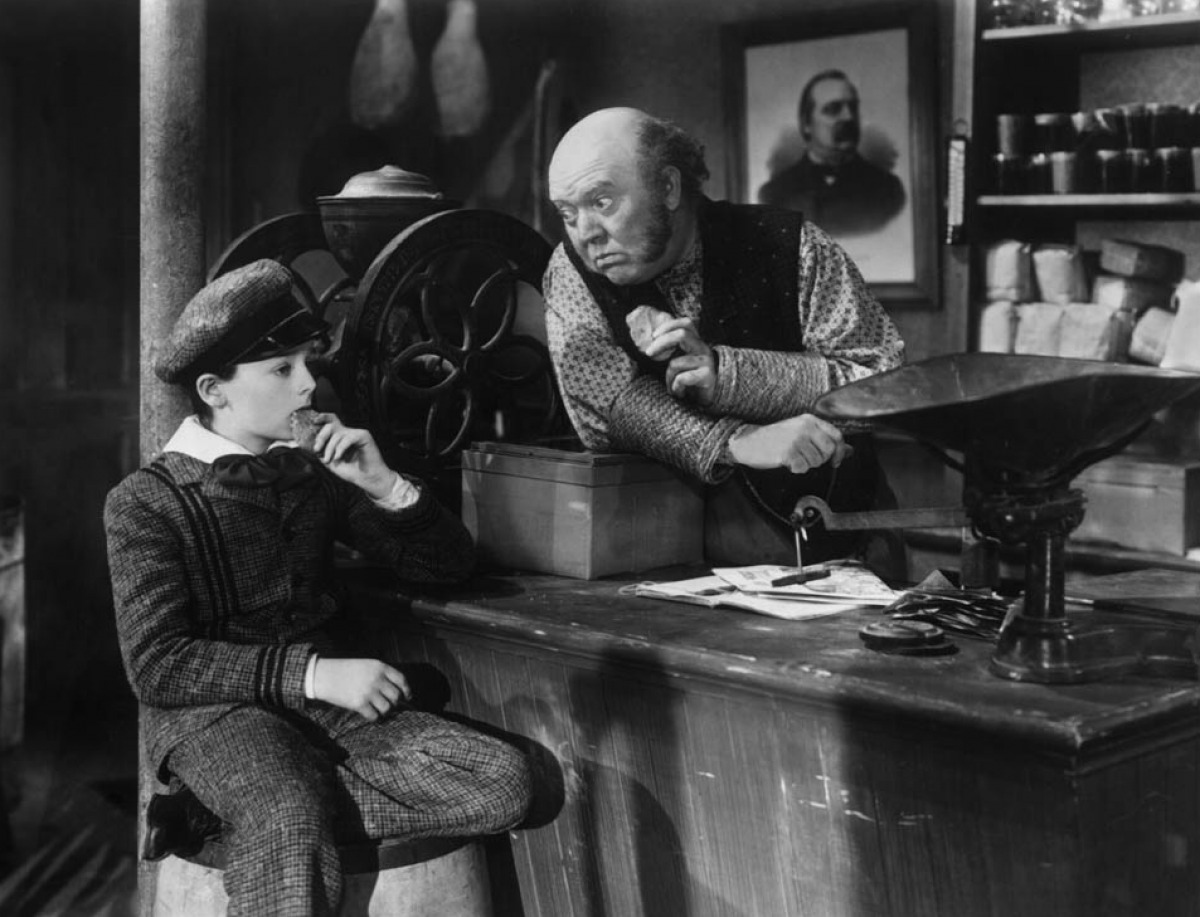
Freddie Bartholomew et Guy Kibbee
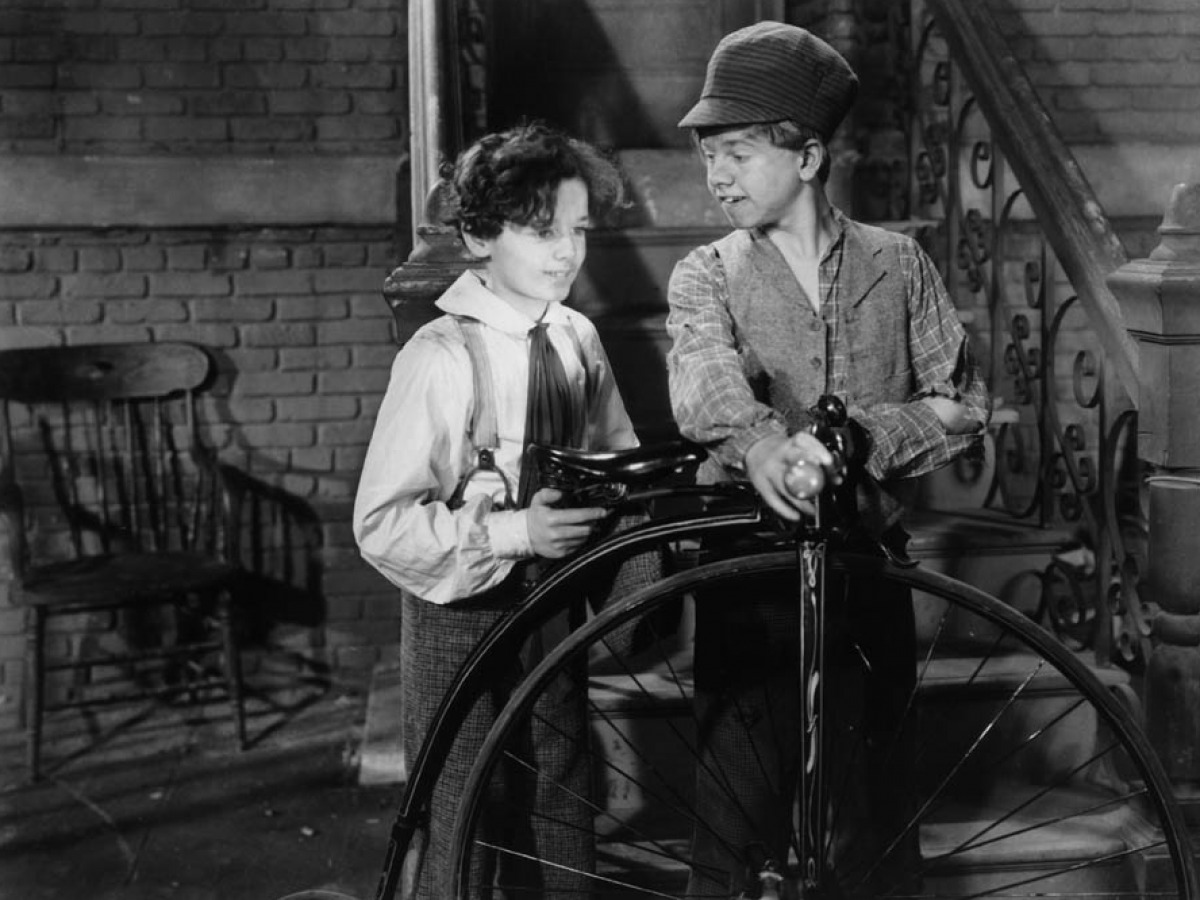
Freddie Bartholomew et Mickey Rooney
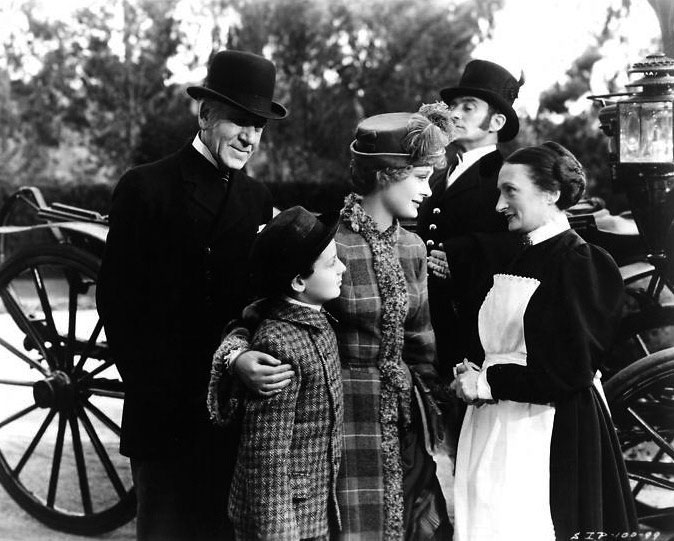
De g. à d. : Henry Stephenson, Freddie Bartholomew, Dolores Costello et Una O'Connor
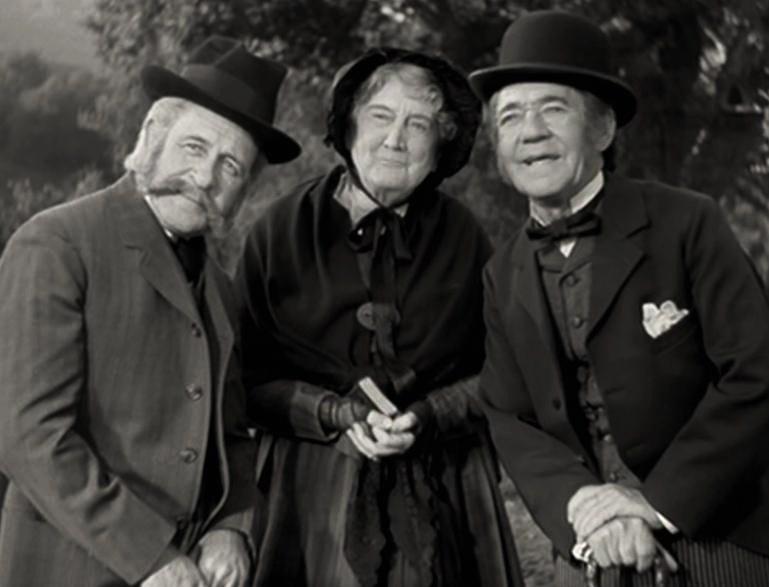
Tempe Pigott (au centre) et acteurs non identifiés
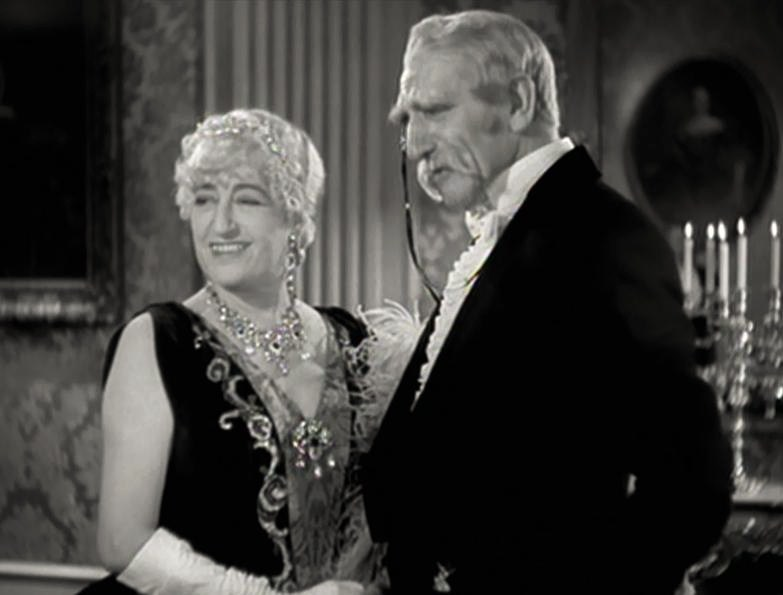
Constance Collier et C. Aubrey Smith
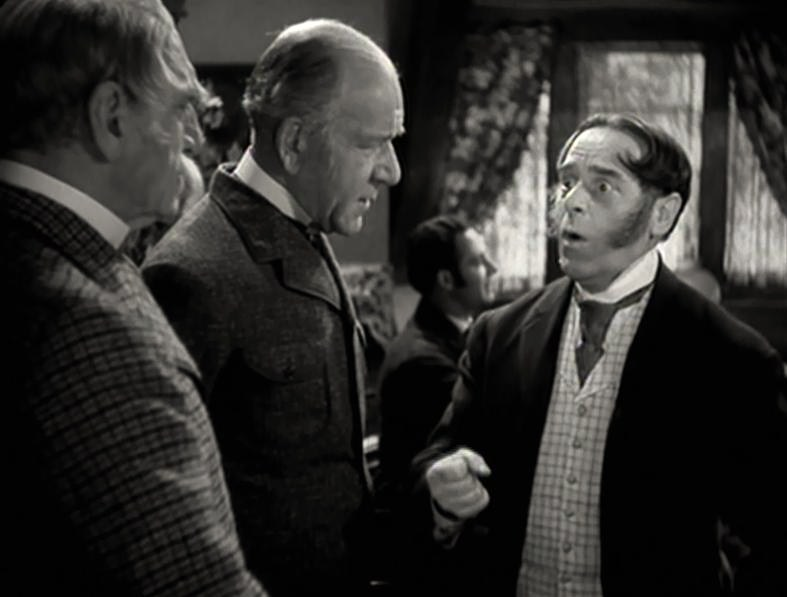
De g. à d. : C. Aubrey Smith, Henry Stephenson et Walter Kingsford
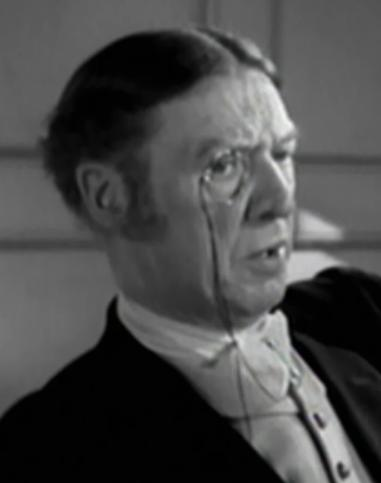
E. E. Clive
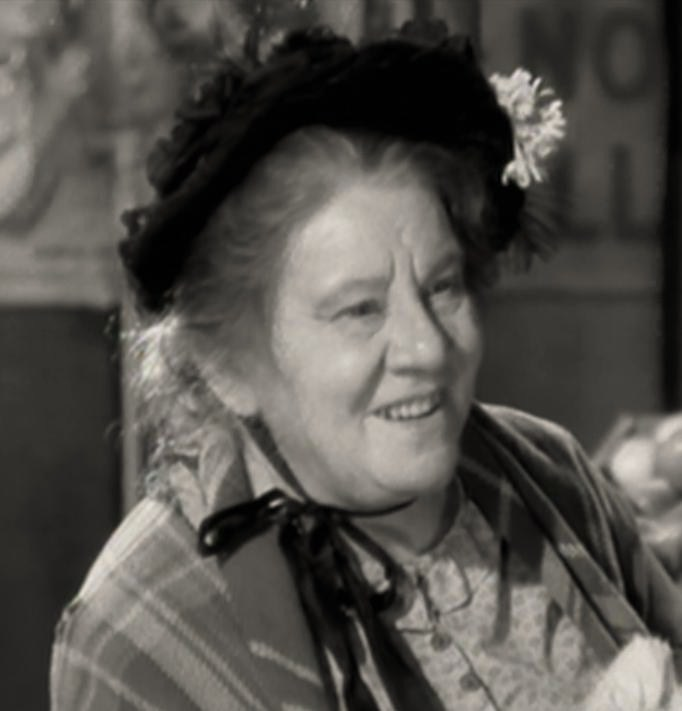
Jessie Ralph
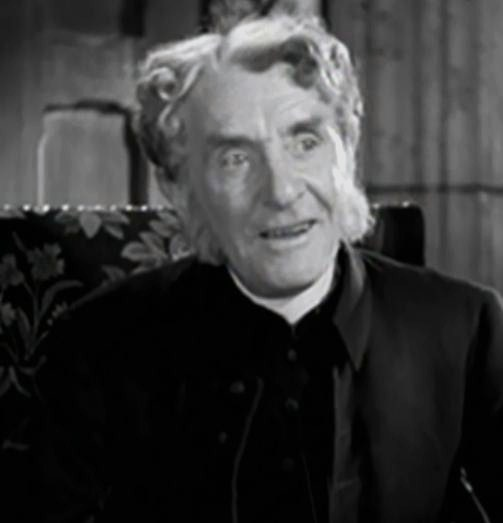
Ivan Simpson
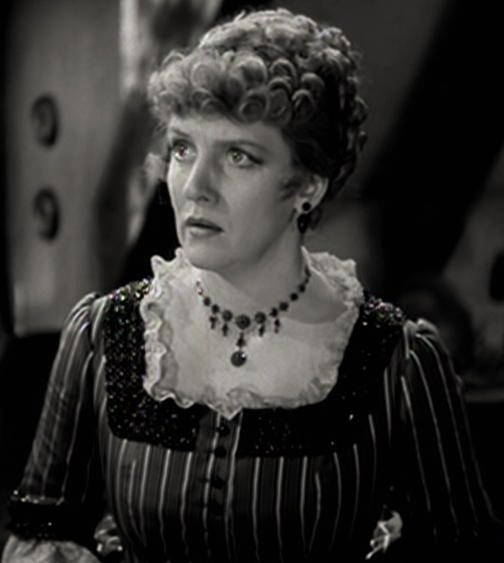
Helen Flint
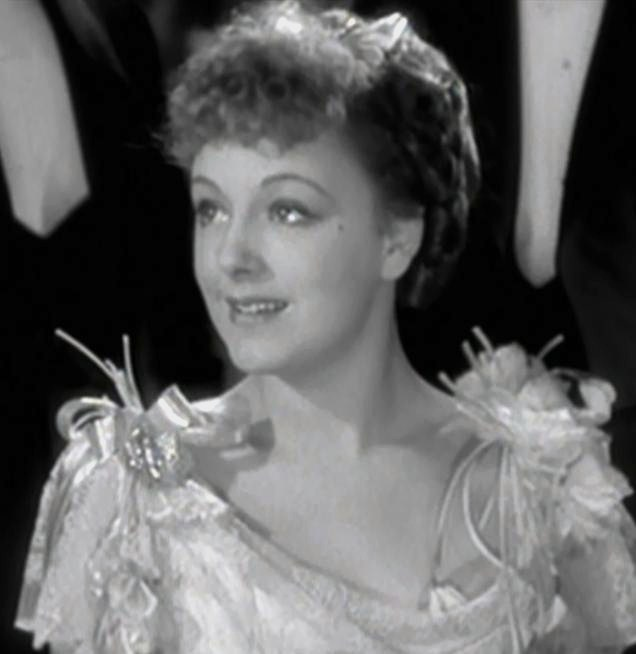
Virginia Field
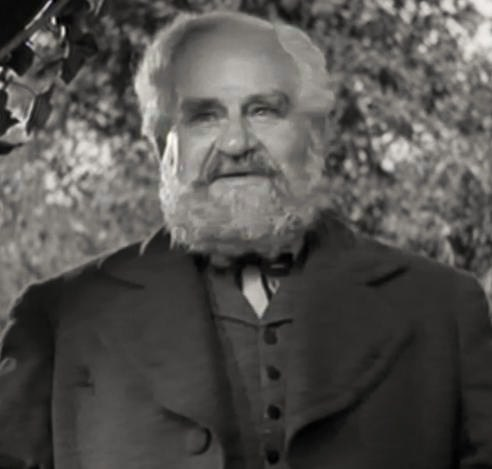
Lionel Belmore
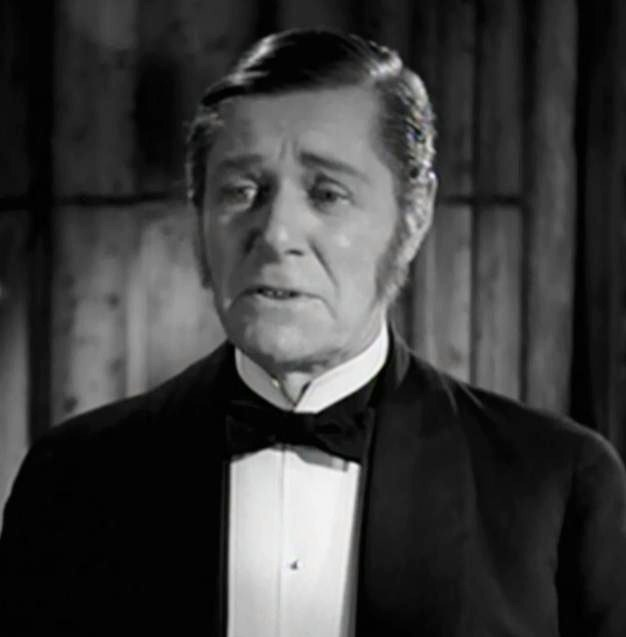
Gilbert Emery